# André Maginot
André Maginot (París, 17 de enero de 1877 - 7 de enero de 1932), fue un político francés conocido por dar nombre y ser el impulsor de la línea Maginot. Nacido en París, sus padres eran originarios de Lorena (Revigny-sur-ornain, Meuse).
En 1922, bajo el mandato de Raymond Poincaré, Maginot es nombrado Ministro de Guerra. Se preocupa entonces de realizar defensas en las fronteras y construir fuertes. Fue sustituido en 1924 por Paul Painlevé. En 1929, Maginot retoma su posición como Ministro de Guerra y continúa con las fortificaciones en el este de Francia. Convencido de que las líneas estáticas son la mejor defensa, redinamiza el proyecto experimental que todavía no estaba muy avanzado. Su objetivo era disminuir el número de efectivos a lo largo del Rin para aportales mayor movilidad.
Cierra las cuentas de la construcción en 3,3 mil millones de francos y cuatro años de trabajos. El proyecto sale votado por 274 votos a favor y 26 en contra. Se puede decir que la línea Maginot fue debida principalmente a Paul Painlevé, pero su construcción no habría sido posible sin el impulso de André Maginot.
Sus estudios le llevaron al doctorado en Derecho en 1897, con lo que logró un puesto en la administración.

## Trayectoria político-militar
Maginot comenzó su carrera política como consejero general de Revigny-sur-Ornain y fue elegido diputado de Bar-le-Duc en 1910, cargo que conservó hasta su muerte. En 1913 se convierte en subsecretario de Guerra del Estado. Cuando estalla la Primera Guerra Mundial se alista en el 44.ª Regimiento Territorial y pide organizar una compañía en los Altos de Meuse. Crea patrullas regulares y con su valor y actitud asciende a sargento.
Herido el 9 de noviembre de 1914 no intervendrá más en el frente, recibiendo una medalla (Médaille militaire). En 1917 se convierte en Ministro de Colonias y después es nombrado caballero de la Legión de Honor el 12 de marzo por actos en combate.
Nombrado Ministro de Pensiones en 1920, se compromete a dotar una burocracia más humana para los veteranos de guerra.

### La Línea Maginot
Los primeros proyectos de la línea Maginot vieron la luz poco después de acabar la Primera Guerra Mundial con la creación de Commission de Défense des Frontières (CDF) en 1922. Esta comisión, con el mariscal Pétain a la cabeza, estableció los primeros esbozos. Este organismo se disolvió en 1927 y fue suplido por la Commission d'Organisation des Régions Fortifiées (CORF). Esta última será el verdadero artífice de la construcción de la línea Maginot.
Los trabajos empezaron en 1928, no en la frontera alemana, sino en la italiana, pues el fascismo italiano provocaba más inquietud que la República de Weimar alemana (Hitler aún no había alcanzado el poder). Se necesitaron 16 años de trabajo, un millón y medio de m³ de hormigón y 150 000 toneladas de acero para construir los pasillos y las torretas de artillería en aproximadamente 500 km, desde la frontera suiza hasta Luxemburgo.
Las fortalezas fueron propuestas inicialmente por el mariscal Joffre. Se le opusieron modernistas como Charles de Gaulle, quienes propusieron que se favoreciera la inversión en armamento y aeronaves. Joffre tenía apoyo de Henri Philippe Pétain, y había un gran número de informes y de comisiones organizadas por el Gobierno. Fue André Maginot quien finalmente convenció al Gobierno que invirtiera en el proyecto. Maginot era otro veterano de la Primera Guerra Mundial, que se convirtió en el ministro francés de los asuntos del veterano, y después en ministro de Guerra (1928-1931).
La línea fue construida en varias fases a partir de 1930 por el STG (Service Technique du Génie) y supervisadas por CORF (Commission d'Organisation des Régions Fortifiées). La obra principal fue terminada en gran parte antes de 1939, con un costo de alrededor de 3000 millones de francos franceses.

## Fallecimiento
André Maginot muere durante la noche del 7 de enero de 1932 de fiebre tifoidea y es enterrado con honores en Revigny-sur-Ornain el 10 de enero después de decretarse luto nacional.